# École nationale vétérinaire de Nantes
L'École nationale vétérinaire de Nantes (ENVN), créée par décret le 4 juillet 1979, était une grande école formant des docteurs vétérinaires, située à Nantes dans le quartier Nantes Erdre.
Elle n'existe plus sous cette forme depuis le 1er janvier 2010, date de sa fusion avec l’École nationale d'ingénieurs des techniques des industries agricoles et agroalimentaires (ENITIAA) pour former Oniris, l'École nationale vétérinaire, agroalimentaire et de l'alimentation, Nantes-Atlantique.
Cette fusion a notamment permis de constituer une école sous la forme d'un EPSCP avec le statut de grand établissement.

## Histoire

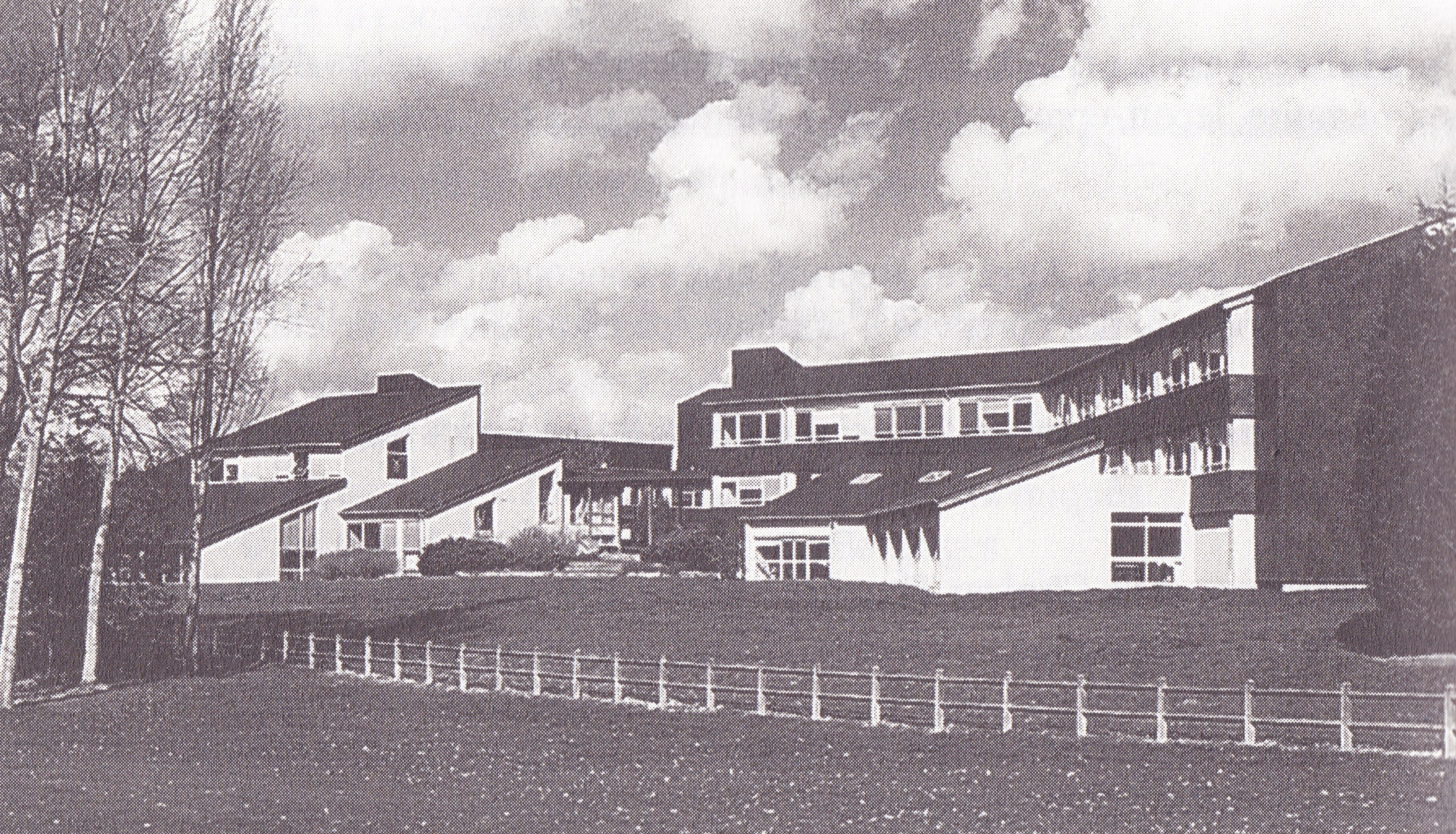
Vue de l'école en 1990, depuis le parc de la Chantrerie.

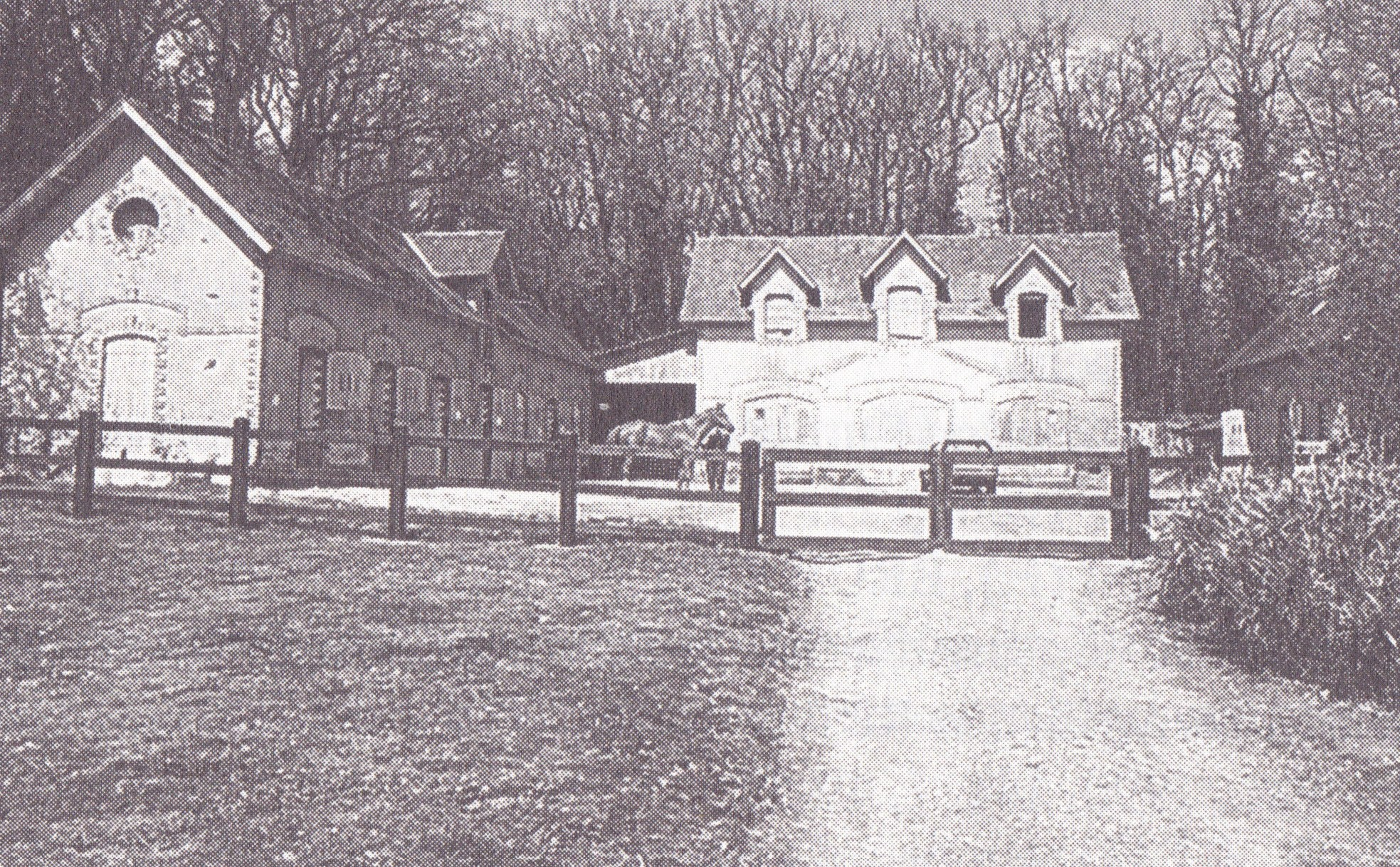
Le haras de la Chantrerie (futur Centre de soins pour la faune sauvage) en 1990.

La décision de créer une quatrième école vétérinaire en France revint au Premier ministre Jacques Chaban-Delmas, mais la décision finale d'implanter celle-ci à Nantes plutôt qu'à Rennes fut prise en octobre 1975 par l'un de ses successeurs, Jacques Chirac, ainsi que par le sénateur-maire de Nantes de l'époque, André Morice, et par Jean-Claude Godfrain, inspecteur général des écoles nationales vétérinaires, œuvrant dans ce sens.   
Le concours d'architecture organisé par le Bureau d'études et de contrôles des bâtiments et constructions administratives du ministère de l'Agriculture fut remporté par M. Prache, architecte du cabinet Maresquier le 1er juin 1976. Le permis de construire fut délivré à la fin de la même année.
Christian Bonnet, ministre de l'Agriculture, posa la première pierre de l'établissement le 21 janvier 1977, construit sur une partie du domaine de la Chantrerie acquis sept ans plus tôt par la ville de Nantes. Cette partie fut cédée gratuitement par la municipalité pour permettre la construction de l'école, le reste du domaine devenant le parc de la Chantrerie.
Jacques Fouchier, alors secrétaire d’État auprès du ministre de l'Agriculture, confia aux futurs enseignants le soin d'élaborer un programme pédagogique original centré autour de trois axes : les productions animales, les industries agro-alimentaires et l'hydrobiologie.
Les travaux commencent en mars 1977 et l'école ouvre ses portes en septembre 1979. Le premier directeur est Pierre Cuq, qui, après avoir participé à la création de l’École inter-États des sciences et médecine vétérinaires de Dakar, est chargé de la mise en place de cette école, qu'il dirige jusqu'en 1986.
Les autres directeurs ont été : 
- Louis Pinault de 1986 à 1987,
- Michel Lapras de 1987 à 1989,
- Jean-Pierre Tillon de 1989 à 1994,
- Jacques Sevestre de 1994 à 1995,
- Maryse Hurtrel de janvier 1996 à 2002.
- Pierre Saï en assure la direction de juin 2002 à janvier 2010 et assure ensuite la direction d'Oniris depuis sa formation en janvier 2010.